# Pablo Guiñazú
Pablo Horacio Guiñazú (Córdoba, 26 agosto 1978) è un ex calciatore argentino, di ruolo centrocampista; è soprannominato El Cholo.

## Carriera

### Inizi e Newell's Old Boys
Guinazu nasce alle porte di Cordoba. Ammirando in televisione le prodezze di Diego Armando Maradona, Pablo si appassiona al mondo del calcio all'età di 5 anni: "All'epoca non avevo altri giocattoli, solo il pallone". Tira i primi calci nella piccola scuola calcio del quartiere, poi a 15 anni si trasferisce nella Primavera dell'Écija, minuscolo club che ha sede a Rosario.
Nel '95 lo notano alcuni osservatori del Newell's Old Boys, che lo portano nel loro settore giovanile; Pablo nel frattempo entra a far parte del giro della Nazionale Under 20. Per arrivare al debutto in prima squadra ci impiega solamente un anno; sarà l'inizio di un'ascesa inarrestabile. Inoltre il Newell's di quegli anni comincia a far parlare di sé per i tanti giovani promettenti in rosa, che nelle Nazionali giovanili fanno fuoco e fiamme. Oltre a Guinazu, in rosa compaiono tra gli altri Diego Mateo, Facundo Quiroga, Sebastian Cejas e Lucas Bernardi. Tutti sono giovani e sconosciuti, alla loro prima esperienza in un campionato professionistico, e formano una sorta di "blocco" intoccabile, essendo cresciuti per la maggior parte nelle giovanili del club.
Pablo, in particolare, è amato alla follia per la sua tipica garra argentina: centrocampista centrale puro, fa dell'intensità e della combattività le sue doti principali, e pare percorra in media più di 13 chilometri a partita. Ma tra il 2000 e il 2001, dopo cinque anni di buone soddisfazioni, il gruppo a poco a poco si decompone, lasciando spazio a nuovi talenti da mettere in vetrina; non fa eccezione Pablo, che nell'estate del 2000 viene acquistato dal multietnico Perugia di Gaucci, assieme a Claudio Martin Paris, altro centrocampista della già citata generazione Newell's. I due vengono acquistati per una cifra mai precisata.

### L'avventura al Perugia

Guiñazú in azione al Perugia nella stagione 2000-2001

L'avventura italiana di Guinazu non inizia certamente con il piede giusto: il centrocampista deve accontentarsi di scendere in campo solo per le amichevoli, a causa di problemi con il suo transfer internazionale. Newell's e Perugia, infatti, sono in disaccordo sul prezzo da attribuire al giocatore: almeno 4 milioni di dollari secondo i primi, molto meno secondo Gaucci. La FIFA, coinvolta dal club argentino nella faccenda, inizialmente ne sospende il trasferimento, ma poi il giudice del lavoro del Tribunale di Perugia su ricorso della società umbra assistita dall'Avv. Ruggero Stincardini, impone alla FIGC di convalidare l'operazione. Secondo la sentenza finale, le liti tra club per ragioni attinenti l'indennità di trasferimento non possono pregiudicare la carriera sportiva del giocatore, il quale è un lavoratore subordinato che, proprio grazie alle sue prestazioni sportive, si garantisce il futuro professionale. In quest'ottica, pertanto, la sua attività non può essere interrotta.
Dunque alla fine tutto si sblocca, e Pablo può scendere in campo in occasione del match contro la Lazio, il 15 settembre 2000, dove verrà mandato in campo solo per gli ultimi venti minuti di partita. A dicembre interviene nuovamente la FIFA, che fa ricorso e ottiene il riconoscimento della validità del precedente contratto tra Guinazù e il Newell's, costringendo il Perugia a cancellarlo dalla rosa. Si va avanti così, tra carte bollate ed esposti, fino al nuovo anno, quando l'argentino può essere finalmente reintegrato con gli umbri. Ritorna in campo a febbraio nella partita contro il Lecce. Da lì in poi seguiranno vari spezzoni di partita, quasi sempre molto brevi e a risultato già acquisito; gioca soltanto una partita da titolare, quella contro la Juventus. A fine stagione, dopo aver festeggiato la salvezza, di Guinazu (come pure di Paris) si perdono completamente le tracce.

### Independiente
Il centrocampista viene richiesto dall'Independiente di Avellaneda, il Perugia prova a cederlo a titolo definitivo, e chiede due milioni di dollari, ma l'Independiente dopo una trattativa-lampo riesce ad ottenerlo con la formula del prestito secco. Gaucci riesce a piazzare nel contratto una clausola che permette al club sudamericano di riscattare il cartellino pagando solo cinque miliardi di lire: opzione che effettivamente gli argentini eserciteranno, l'anno successivo. Il giovane Pablo lascia a malincuore l'Italia con il dubbio di non aver potuto esprimere appieno le sue potenzialità.
Nell'estate del 2001, affronta il suo ritorno in Argentina: i risultati testimoniano il suo pieno recupero, tanto che l'Independiente nel 2002 conquista per la prima volta nella sua storia il Torneo di Apertura. Dopo due anni giocati ad altissimi livelli, nell'estate 2003 Pablo si mette sul mercato; nel frattempo è riuscito anche ad entrare nel giro della Nazionale maggiore allenata da Bielsa, debuttando a gennaio nel match contro l'Honduras. Alla fine la spunta il Newell's, ma a gennaio Pablo è di nuovo con le valigie in mano, proprio verso l'Europa.

### Saturn e Libertad
Pablo sceglie i ricchissimi russi del Saturn, raggiungendo così gli amici Lucas Pusineri e Daniel Montenegro, con lui ai tempi dell'Independiente. L'allegria sudamericana non basta al club moscovita per vincere il campionato; così nell'estate del 2005 Guinazu torna a giocare a temperature più miti. Stavolta, a sorpresa, si accasa in Paraguay, firmando un triennale con il Club Libertad di Asuncion. Qui non trova moltissimo spazio, ma contribuisce comunque alla vittoria del campionato 2006 e al raggiungimento delle semifinali di Copa Libertadores.

### Internacional, il ritorno al Libertad e il Vasco da Gama
Nel giugno del 2007, un altro colpo di scena: inseguito a lungo dal River Plate e da altri club argentini, alla fine Guinazu firma per i brasiliani dell'Internacional di Porto Alegre. Qui, a 30 anni da poco compiuti, pare aver trovato finalmente la quadratura del cerchio. Tanto che in 5 anni riuscirà a vincere tutto quello che è possibile con la maglia dell'internacional, diventandone anche il capitano.
Dopo 5 anni in Brasile decide di ritornare in Paraguay, sempre al Libertad dove però starà solo un anno, per ritornare ancora in Brasile però al Vasco da Gama.

## Statistiche

### Cronologia presenze e reti in Nazionale
| Cronologia completa delle presenze e delle reti in nazionale ― Argentina | Cronologia completa delle presenze e delle reti in nazionale ― Argentina | Cronologia completa delle presenze e delle reti in nazionale ― Argentina | Cronologia completa delle presenze e delle reti in nazionale ― Argentina | Cronologia completa delle presenze e delle reti in nazionale ― Argentina | Cronologia completa delle presenze e delle reti in nazionale ― Argentina | Cronologia completa delle presenze e delle reti in nazionale ― Argentina | Cronologia completa delle presenze e delle reti in nazionale ― Argentina |
| Data                                                                     | Città                                                                    | In casa                                                                  | Risultato                                                                | Ospiti                                                                   | Competizione                                                             | Reti                                                                     | Note                                                                     |
| ------------------------------------------------------------------------ | ------------------------------------------------------------------------ | ------------------------------------------------------------------------ | ------------------------------------------------------------------------ | ------------------------------------------------------------------------ | ------------------------------------------------------------------------ | ------------------------------------------------------------------------ | ------------------------------------------------------------------------ |
| 31-1-2003                                                                | San Pedro Sula                                                           | Honduras                                                                 | 1 – 3                                                                    | Argentina                                                                | Amichevole                                                               | -                                                                        |                                                                          |
| 4-2-2003                                                                 | Los Angeles                                                              | Argentina                                                                | 1 – 0                                                                    | Messico                                                                  | Amichevole                                                               | -                                                                        | 45’                                                                      |
| 8-2-2003                                                                 | Miami                                                                    | Stati Uniti                                                              | 0 – 1                                                                    | Argentina                                                                | Amichevole                                                               | -                                                                        | 74’                                                                      |
| 16-7-2003                                                                | La Plata                                                                 | Argentina                                                                | 2 – 2                                                                    | Uruguay                                                                  | Amichevole                                                               | -                                                                        | 77’                                                                      |
| 28-9-2011                                                                | Belém                                                                    | Brasile                                                                  | 2 – 0                                                                    | Argentina                                                                | Superclásico de las Américas 2011                                        | -                                                                        |                                                                          |
| 15-11-2011                                                               | Barranquilla                                                             | Colombia                                                                 | 1 – 2                                                                    | Argentina                                                                | Qual. Mondiali 2014                                                      | -                                                                        | 46’                                                                      |
| 9-6-2012                                                                 | New York                                                                 | Argentina                                                                | 4 – 3                                                                    | Brasile                                                                  | Amichevole                                                               | -                                                                        | 61’                                                                      |
| 15-8-2012                                                                | Francoforte sul Meno                                                     | Germania                                                                 | 1 – 3                                                                    | Argentina                                                                | Amichevole                                                               | -                                                                        | 73’                                                                      |
| 7-9-2012                                                                 | Córdoba                                                                  | Argentina                                                                | 3 – 1                                                                    | Paraguay                                                                 | Qual. Mondiali 2014                                                      | -                                                                        | 79’                                                                      |
| 11-9-2012                                                                | Lima                                                                     | Perù                                                                     | 1 – 1                                                                    | Argentina                                                                | Qual. Mondiali 2014                                                      | -                                                                        | 61’                                                                      |
| 19-9-2012                                                                | Goiânia                                                                  | Brasile                                                                  | 2 – 1                                                                    | Argentina                                                                | Superclásico de las Américas 2012                                        | -                                                                        |                                                                          |
| 12-10-2012                                                               | Mendoza                                                                  | Argentina                                                                | 3 – 0                                                                    | Uruguay                                                                  | Qual. Mondiali 2014                                                      | -                                                                        | 79’                                                                      |
| 16-10-2012                                                               | Santiago del Cile                                                        | Cile                                                                     | 1 – 2                                                                    | Argentina                                                                | Qual. Mondiali 2014                                                      | -                                                                        | 82’                                                                      |
| 21-11-2012                                                               | Buenos Aires                                                             | Argentina                                                                | 2 – 1 dts (3 – 4 dtr)                                                    | Brasile                                                                  | Superclásico de las Américas 2012                                        | -                                                                        | 86’                                                                      |
| 26-3-2013                                                                | La Paz                                                                   | Bolivia                                                                  | 1 – 1                                                                    | Argentina                                                                | Qual. Mondiali 2014                                                      | -                                                                        | 90’                                                                      |
| 14-6-2013                                                                | Città del Guatemala                                                      | Guatemala                                                                | 0 – 4                                                                    | Argentina                                                                | Amichevole                                                               | -                                                                        | 71’                                                                      |
| Totale                                                                   |                                                                          | Presenze                                                                 | 16                                                                       |                                                                          | Reti                                                                     | 0                                                                        |                                                                          |

## Palmarès

### Club

#### Competizioni statali
- Campionato Gaúcho: 4

Internacional: 2008, 2009, 2011, 2012

#### Competizioni nazionali
- Campionato Argentino: 1

Independiente: Apertura 2002
- Campionato paraguaiano: 1

Libertad: 2006

#### Competizioni internazionali
- Coppa Libertadores: 1

Internacional: 2010
- Recopa Sudamericana: 1

Internacional: 2011
- Coppa Sudamericana: 1

Internacional: 2008
- Coppa Suruga Bank: 1

Internacional: 2009

### Individuale
- Equipo Ideal de América: 1

2012